# ادوارد رامبرگ
 ادوارد رامبرگ (انگلیسی: Edward G. Ramberg؛ زاده ۱۴ ژوئن ۱۹۰۷ درگذشته ۹ ژانویه ۱۹۹۵) یک فیزیک‌دان اهل ایالات متحده آمریکا بود.